# David Efianayi
David Efianayi (Orlando, Florida, 19 de diciembre de 1995) es un baloncestista estadounidense de ascendencia nigeriana, que pertenece a la plantilla del Hapoel Be'er Sheva B.C. de la Ligat ha'Al, la primera división israelí. Con 1,88 metros de estatura, juega en la posición de base. 

## Trayectoria deportiva

### Universidad
Jugó cuatro temporadas con los Runnin' Bulldogs de la Universidad Gardner-Webb, en las que promedió 14,7 puntos, 3,0 rebotes, 2,3 asistencias y 1,0 robos de balón por partido. En sus dos últimas temporadas fue incluido en el segundo mejor quinteto de la Big South Conference.

### Profesional
Tras no ser elegido en el Draft de la NBA de 2019, en el mes de julio firmó su primer contrato profesional con el Bakken Bears de la Basket Ligaen, la primera división danesa. En su primera temporada en el equipo promedió 9,1 puntos y 2,4 asistencias por partido.
En la temporada 2022-23, firma por el Hapoel Be'er Sheva B.C. de la Ligat ha'Al de Israel.